# Agnieszka Taborska
Agnieszka Taborska (ur. 13 stycznia 1961 w Warszawie) – polska historyczka sztuki, romanistka, tłumaczka, pisarka, publicystka i pedagożka.

## Życiorys
Agnieszka Taborska studiowała na Uniwersytecie Warszawskim historię sztuki i romanistykę. Od 1989 roku wykłada na Rhode Island School of Design w Providence w stanie Rhode Island w USA. W latach 1990–1994 wykładała w Moses Brown School w Providence. W latach 1996, 2001 i 2003 wykładała również w Pont Aven School of Contemporary Art w Pont-Aven we Francji. Jej głównym obszarem zainteresowań jest surrealizm.
Jest autorką tłumaczonych na angielski i francuski książek o surrealizmie: Abecadła Topora, Okruchów amerykańskich i Spiskowcy wyobraźni. Surrealizm. W 2004 roku ukazała się jej pierwsza powieść Senny żywot Leonory de La Cruz. W 2010 z kolei wydała zbiór anegdot oraz krótkich opowiadań Wieloryb, czyli przypadek obiektywny eksplorujących surrealistyczne pojęcie przypadku obiektywnego. Przetłumaczyła na język polski książki francuskich surrealistów Rolanda Topora, Philippe’a Soupaulta, Gisèle Prassinos a także książki amerykańskiego pisarza Spaldinga Graya. Jej bajki dla dorosłych i dzieci ukazały się w Polsce, Niemczech, Japonii i Korei.
Jest autorką scenariuszy filmów animowanych Szalony zegar i Rybak na dnie morza w reżyserii Leszka Gałysza.  Jako publicystka współpracowała z wieloma pismami m.in.:  Literatura na Świecie”, „Tygodnik Powszechny”, „Gazeta Wyborcza”, „Czas Kultury”, „Obieg”, „Machina”, „Film na Świecie”, „Kwartalnik Filmowy” i „dwutygodnik.com”.
Jest członkinią Międzynarodowego Stowarzyszenia Krytyków Sztuki, Stowarzyszenia Historyków Sztuki i Stowarzyszenia Pisarzy Polskich.

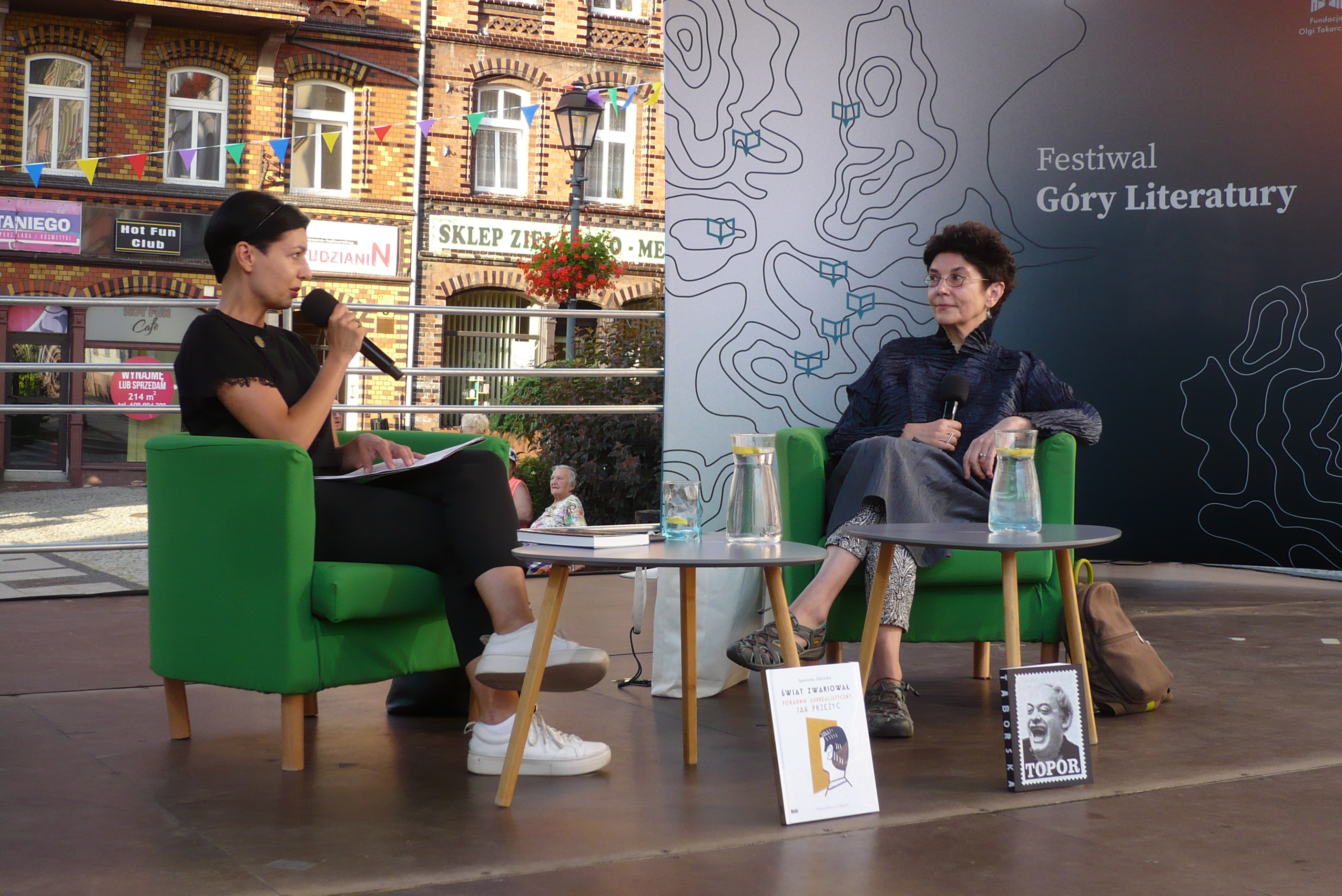
Agnieszka Taborska, VIII FGL, 2022
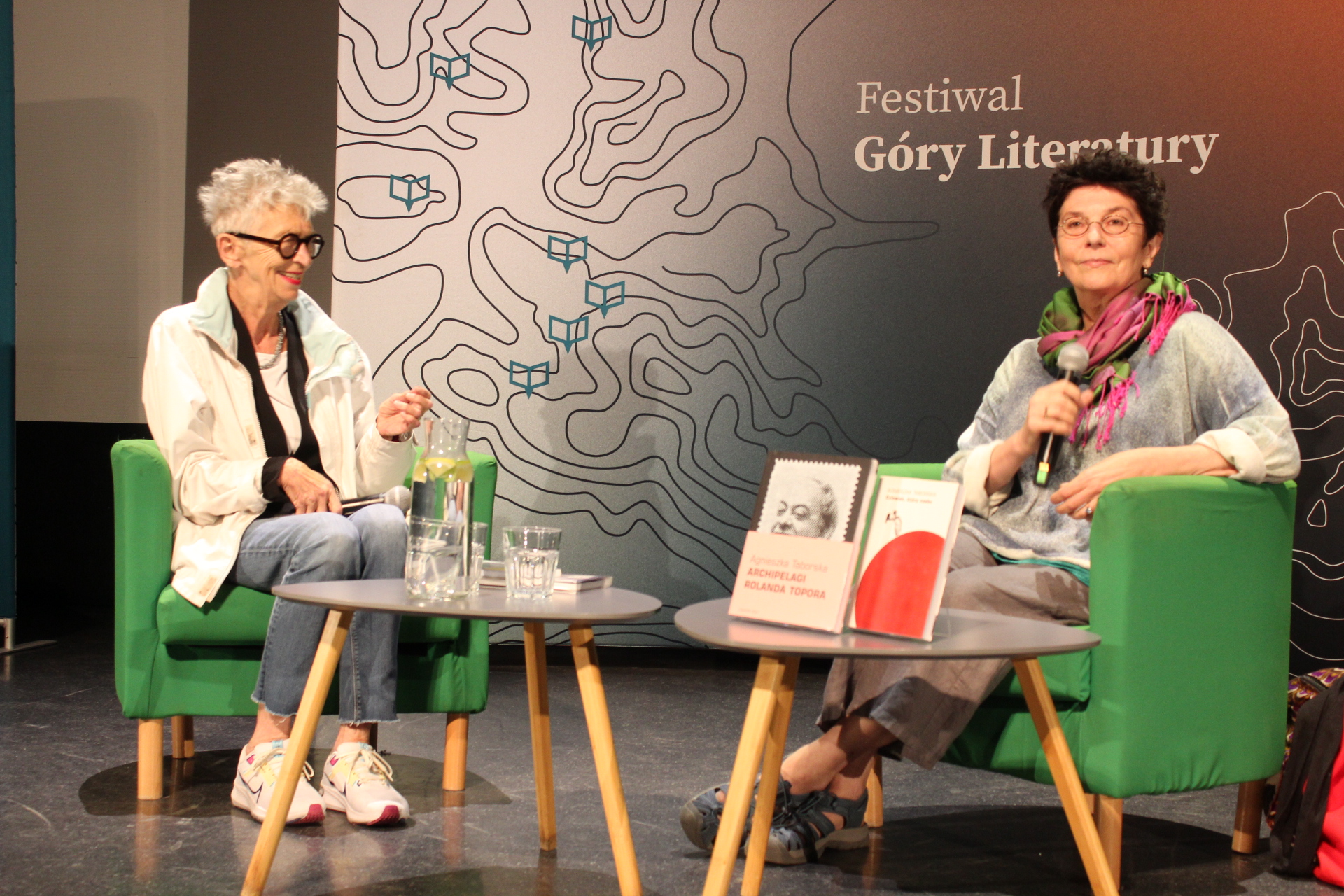
Agnieszka Taborska, X FGL, 2024

## Wybrana twórczość

### Powieści
- Senny żywot Leonory de La Cruz, 2004
- Niedokończone życie Phoebe Hicks, 2013

### Opowiadania
- Wieloryb, czyli przypadek obiektywny, 2010
- Nie tak jak w raju, 2013

### Książki dla dzieci
- W malinowym dżemie, 1995
- Blues Nosorożca, 2008
- Czarna Góra, 2008
- Księżycowe duchy, 2008
- Szalony zegar, 2008
- Licho i inni, 2014
- Rybak na dnie morza, 2015
- Włóczykij, 2018
- Licho wie, 2018
- Nie ma to jak sąsiedzi, 2019

### Eseje i inne publikacje
- Polubić muzykę country. Dziennik amerykańskiej podróży, 1995
- Abecadło Topora, 2005
- Okruchy amerykańskie, 2006
- Spiskowcy wyobraźni. Surrealizm, 2007
- Providence, 2017
- Paryż surrealistyczny, 2017
- Bretania, 2018
- Salomé une fois encore, Introduction to Oscar Wilde's Salomé, 2019
- A Chosen Place, 2019

### Scenariusze
- Szalony zegar, film animowany, 2009[6]
- Rybak na dnie morza, film animowany, 2011[7]

### Inne
- biogramy Abrama Topora i Rolanda Topora w PSB (t. 54, z. 3 = z. 222)

## Wybrane nagrody
- 1995: Książki Miesiąca dla książki Szalony zegar za tekst i ilustracje przyznana przez Niemiecką Akademię Literatury Dziecięcej[1][3][9]
- 1996: Książki Miesiąca dla książki Księżycowe duchy przyznana przez Niemiecką Akademię Literatury Dziecięcej[1]
- 2014: Główna nagroda w konkursie na najlepszą polską książkę dla dzieci organizowanym przez Festiwal Literatury dla Dzieci za książkę Licho i inni[10]